# 마이크로소프트 플라이트 시뮬레이터
《마이크로소프트 플라이트 시뮬레이터》(영어: Microsoft Flight Simulator, MSFS, FS)는 브루스 아트윅이 만든 대표적인 비행 시뮬레이션이다. 처음에는 서브로직(SubLogic)에서 제작되었다가, 마이크로소프트로 넘어갔다. 7.0 이후 버전은 연방 항공국이 제공하는 비행 훈련기 자격을 얻었다.
첫 게임에 들어 있던 비행기는 세스나 172 스카이호크이고, 기본 공항은 미시간호의 연안에 위치한 메이그스 공항(Merrill C. Miegs Airport)이다. 그러나, 9·11 테러 이후로 시카고 시에서 인구 밀집 지대에 대한 항공 테러 안전책으로 메이그스 공항을 폐쇄하게 됨에 따라 2004년 판에서 게임을 시작하면 공항은 구현이 되어있으나 2002년 판처럼 기본 출발공항으로 지정되어 있지는 않다. 2006년도에 출시된 《플라이트 시뮬레이터 X》 버전부터는 메이그스 공항이 구현되지 않았다. 플라이트 시뮬레이터 X부터는 출발공항이 Nuggs flying M으로 지정되어 있다.

## 버전 역사
- 1982 – Flight Simulator 1.0
- 1983 – Flight Simulator 2.0
- 1988 – Flight Simulator 3.0
- 1989 – Flight Simulator 4.0
- 1993 – Flight Simulator 5.0
- 1995 – Flight Simulator 5.1
- 1996 – Flight Simulator 95
- 1997 – Flight Simulator 98
- 1999 – Flight Simulator 2000
- 2001 – Flight Simulator 2002
- 2003 – Flight Simulator 2004: A Century of Flight
- 2006 – Flight Simulator X
- 2014 – Microsoft Flight Simulator X|Flight Simulator X: Steam Edition
- 2020 - Flight Simulator 2020
- 마이크로소프트 플라이트 시뮬레이터 2024

## 같이 보기
- 플라이트기어
- VATSIM
- X플레인 (시뮬레이터)